# Pomnik Jana Jonstona w Lesznie
Pomnik Jana Jonstona w Lesznie – pomnik uczonego szkockiego pochodzenia Jana Jonstona, umiejscowiony w Lesznie.

## Historia

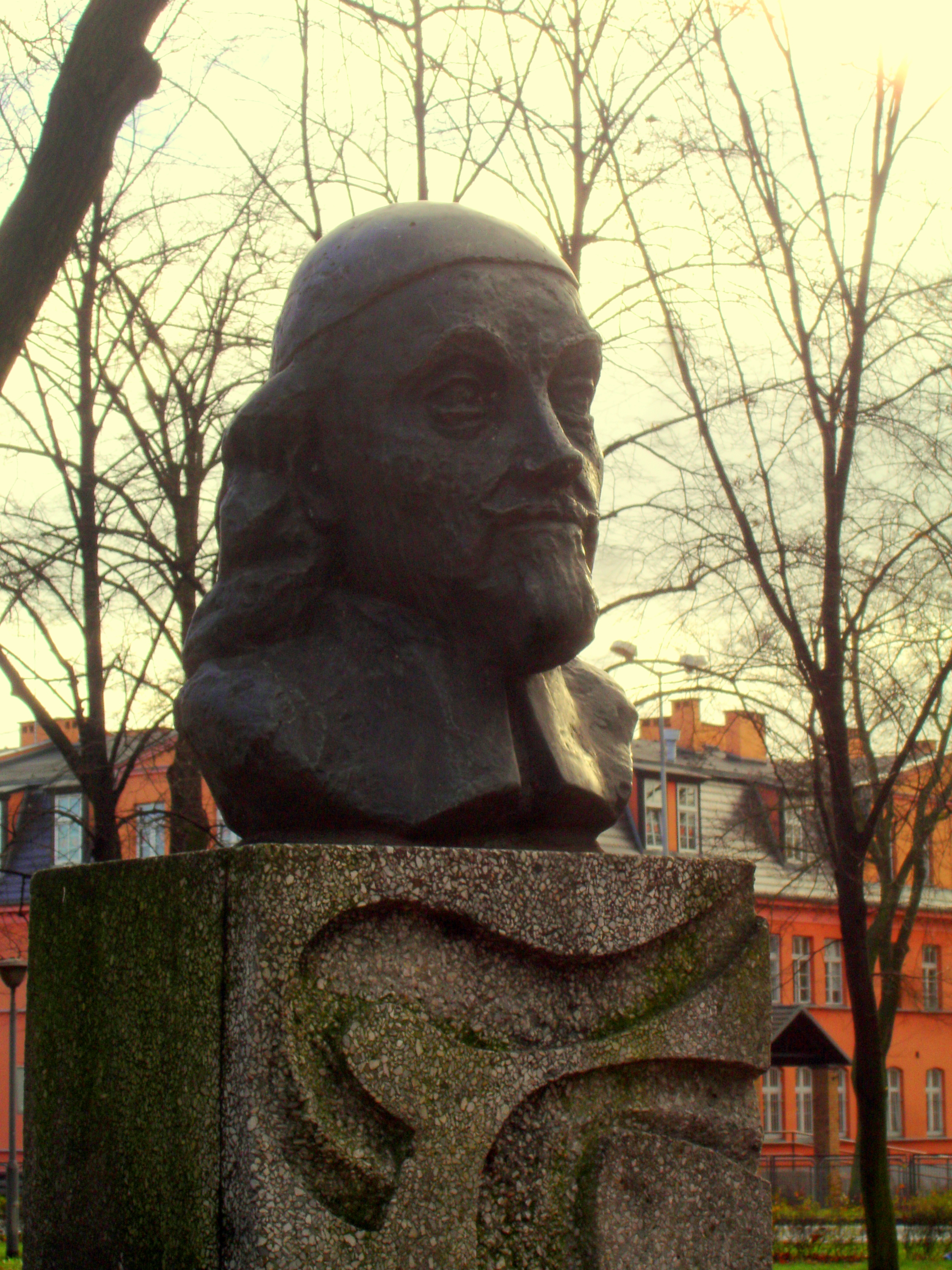
Głowa z brązu

Monument powstał z inicjatywy Leszczyńskiego Towarzystwa Kulturalnego, które częściowo sfinansowało jego budowę. Zaprojektowanie pomnika powierzono Magdalenie Więcek. Odsłonięto go z okazji leszczyńskich obchodów trzysetnej rocznicy śmierci Jana Jonstona.
Na pomnik składają się: betonowo-lastrikowe bryły o szerokości około trzech metrów oraz odlana z brązu głowa uczonego. Zawiera on także wyżłobione imię i nazwisko oraz metalowy napis informujący o zawodzie, latach życia oraz polskich miastach, z którymi związany był Jonston.
Monument stanął w parku, który powstał na miejscu dawnego cmentarza kalwińskiego, na którym został pochowany Jan Jonston. W 1976 park ten zyskał imię uczonego.
Jest to jedyny w Europie pomnik Jana Jonstona.